# 필요적절조항
필요적절조항(Necessary and Proper clause)은 미국 연방헌법 제1조 제8항 제18절은 연방의회가 연방헌법 제1조 제8항 제1절에서 제17절에 규정된 권한들을 “시행하는데 필요하고 적절한 모든 법률을” 제정할 권한을 가진다고 규정한 조항을 말한다. 이 조항은 연방헌법에 의해 주어진 미합중국 정부의 권한을 집행하는데 필요하고 적절한 모든 법을 만들 권한을 연방의회에 주었다.
역사적 배경
연방규약에 따르면, "각 주는 자주권, 자유, 독립, 관할권, 권리를 가진다" 따라서, 대륙 회의 (미국 독립 혁명 당시 미국 13개 식민지의 대표자 회의) 명백히 위임된 부수적인 권한이없다. 매우 대조적으로, 필요적절조항은 특별하게도 권한을 부여받고 있다.
필요적절조항의 초안은 이미 상정된 법안에 대한 논란과 법안승인에 대한 논란을 유발하였다. 반연방 주의자들은 연방정부가 끝없는 권한과 힘을 가지게 될 것을 우려하였고, 연방주의자들은(해밀턴,메디슨) 이 조항이 오직 행정적인 범주안에서만 인정될거라고 주장하였다.
당시 대통령이었던, Thomas Jefferson(토머스 제퍼슨)은 반연방 주의자였지만, 그의 임기중에 프랑스가 미국 중부(루이지애나 지역)를 스페인에게 비밀리에 양도받아, 미국중부를 구입하지 않으면 프랑스와 전쟁을 피할 수 없는상황이었고, 당시 헌법상으로는 그가 영토를 구입 할 수 없었다.
그의 신념과는 어긋난 법안 이었지만, 법안을 통과시키고 루이지애나 구입을 실행하여, 미국의 영토를 2배가까이 넓힐 수 있었다.

## 같이 보기
- 미국의 헌법